# Lauratonema hospitum
Lauratonema hospitum är en rundmaskart som beskrevs av Gerlach 1965. Lauratonema hospitum ingår i släktet Lauratonema och familjen Lauratonematidae. Inga underarter finns listade i Catalogue of Life.